# Les Paumés du petit matin
Albums de Jacques Brel
Olympia 1961
(1962) Les Bourgeois
(1962)
Les Paumés du petit matin est un 33 tours 25cm, sorti sans titre à l'origine en 1962, de Jacques Brel. Ce disque est la dernière parution originale de Jacques Brel édité par Philips.

## Histoire
Lorsque la maison de disques Philips sort Les paumés du petit matin, qu'elle présente comme son sixième album, Jacques Brel a déjà signé avec la firme Barclay, ce que dénonce Philips qui menace d'intenter un procès à Eddie Barclay et à Jacques Brel...
Dans le même temps, Philips a intégré dans ses rangs (en juillet 1961), la jeune vedette Johnny Hallyday (qui est alors rupture avec Vogue, conflit qui trouvera sa conclusion judiciaire en sa faveur en 1968). Mais Hallyday a aussi signé avec Barclay (Jacques Brel lui-même a servi de médiateur) et souhaite se rétracter. Mais Barclay ne l'entend pas ainsi, et fort d'un contrat dûment signé, fait savoir qu'il en appellera à la justice si nécessaire. 
Finalement, un accord est trouvé entre les deux maisons de disques : Philips laisse partir Jacques Brel chez Barclay, et Barclay de son côté renonce à ses prérogatives sur Johnny Hallyday,. Une décision qui entraine la démission de Jacques Canetti (autant mécontent du départ de Jacques Brel que de l'arrivée de Johnny Hallyday), qui quitte Philips. Voulant exercer désormais pour son compte sa fonction de directeur artistique, il fonde les Disques Canetti.
Ce disque 33 tours 25cm reprend en fait de sixième album, six titres enregistrés en public, créés par Jacques Brel à l'Olympia de Paris en 1961 et précédemment diffusés sur le disque Olympia 1961, auxquels sont joints deux enregistrements studio déjà diffusés en super 45 tours en 1958 : L'aventure et Voir. 
Les versions studio des six chansons seront enregistrées chez Barclay et paraitront en 1962 sur le disque Les Bourgeois, qui s'impose finalement comme le véritable sixième album de l'artiste.

## Autour du disque
Discographie et références originales :
- 33 tours 25cm Philips B76 556 R[7]
- super 45 tours Philips : Les Bourgeois, Les Paumés du petit matin, Madeleine, Les Singes

## Liste des titres
Textes et musiques : Jacques Brel, sauf indications complémentaires et/ou contraires.
| 1. | Les Bourgeois             | Jean Corti                    |  |
| 2. | Les Paumés du petit matin | Jacques Brel, François Rauber |  |
| 3. | La Statue                 | Jacques Brel, François Rauber |  |
| 4. | L'Aventure                |                               |  |

| 1. | Madeleine  | Jacques Brel, Gérard Jouannest, Jean Corti |      |
| 2. | Les Biches | Jacques Brel, Gérard Jouannest             |      |
| 3. | Zangra     |                                            | 3'17 |
| 4. | Voir       |                                            |      |